# 楚惠王
楚惠王（？—前432年），芈姓，熊氏，名章，又作獻惠王，楚昭王之子，母亲为越姬。春秋晚期至戰国初期的楚国君主，在位长达57年。前489年即位後，推行政治改革和“休养生息”，使楚国国力逐步恢复和增强。

## 白公之乱
楚惠王即位不久，国内局势复杂，任用叔伯子西、子期、子闾等执政。
楚惠王二年（前487年），令尹子西召回已被废黜的太子建之子白公胜，任命其为巢大夫，封号“白公”。白公胜因其父太子建在郑国被杀，一直怀有复仇之心。楚惠王六年（前483年），白公胜请求子西出兵攻打郑国为父报仇，虽然子西表面同意，但实际并未调动军队。楚惠王八年（前481年），晋国进攻郑国，郑国向楚国求援。子西接受郑国的贿赂后派兵救援，此举激怒了白公胜。他开始联合石乞等人密谋政变。
楚惠王十年（前479年），吴国人攻打楚国的慎地，白公胜打败了吴国人，战后，他请求不解除军队武装献纳俘虏，楚惠王同意了，于是白公胜就乘机作乱。同年秋七月，白公胜在朝廷上杀掉了令尹子西、司马子期，并劫持了楚惠王，意图弑君篡位。白公胜企图立子闾为楚王，但子闾拒绝，被白公胜杀害。随后，白公胜将楚惠王押至离宫高府囚禁。
被囚的楚惠王在屈固等人的协助下成功逃脱，避难于其母昭王夫人宫中。白公胜则自立为王。然而，不久后叶公沈诸梁率军队反击，将其击败。白公胜兵败自杀，楚惠王得以复位。
平定叛乱后，叶公暂时兼任令尹和司马二职，稳定局势。待国家恢复安宁后，他主动辞职，将令尹一职交予子西之子公孙宁（子国），司马一职则由子期之子公孙宽担任。随后，叶公返回封邑叶地，隐退养老。

## 陈国灭亡
白公胜叛乱期间，陈国趁楚国内乱，仗着丰厚的粮食储备侵袭楚国。叛乱平定后，楚国计划以强硬手段回应陈国，打算强夺其麦田。楚惠王为挑选出征的统帅，向太师子穀和叶公沈诸梁征询意见。
子穀推荐了右领差车和左史老，理由是他们曾协助子西和子期成功攻打过陈国。然而，叶公反对这一提议，认为二人出身低微，不适合作为统帅。他转而推荐子西之子公孙朝担任此重任。最终，楚惠王通过占卜决定，由公孙朝率军出征。
楚惠王十一年（前478年）七月，公孙朝率军攻破陈国都城宛丘（今河南淮阳）。楚军占领陈地后，楚惠王下令杀陈湣公，彻底灭亡陈国，并在原陈地设立陈县。

## 巴楚交战
楚惠王十二年（前477年），巴国发兵攻楚，围困鄾地（今湖北襄阳北）。早在巴军入侵前，楚惠王为任命子国为右司马一事占卜时，卜辞显示“符合君王心愿”。因此，巴军进犯后，楚惠王直接命令子国率军迎敌，并未再次占卜。他还为子国挑选了两位副手——寝尹吴由于和工尹薳固，这二人皆为先王效力的功臣。
同年三月，公孙宁联合吴由于和薳固在鄾地大败巴军，史称“鄾之战”。战后，楚惠王将析地赐予公孙宁作为封邑，以表彰其功绩。

## 吴越争霸
楚惠王十三年（前476年），吴王夫差进攻楚国，越国为了迷惑吴国也袭击楚国。楚国公子庆、公孙宽组织反击，但未能追击越军。同年，申包胥出使越国。随后，楚国派叶公攻打东夷，迫使三夷部落（今浙江宁波、台州、温州一带）与楚国结盟，楚国势力进一步扩展至东海区域。
楚惠王十四年（前475年），越国发动灭吴之战，至楚惠王十六年（前473年），吴国都城姑苏被攻破，吴王夫差自杀，吴国灭亡。战后，越王勾践将部分吴国土地赠予楚国。

## 休养生息
自前479年平定白公胜之乱后，楚国进入了长达30年的相对低调期。在此期间，越国灭吴、三家分晋，春秋时代逐渐向战国过渡，而楚国在史书中的记载明显减少，似乎暂时从历史舞台的中心退居一隅。这一时期，楚惠王吸取郢都被吴国攻陷的教训，延续楚昭王的“休养生息”政策，通过调整内政和积蓄国力，为楚国的后续发展奠定了基础。

## 东向扩张与领土扩展
楚惠王四十二年（前447年），楚国灭蔡国。楚惠王四十四年（前445年），楚国灭杞国（今山东安丘东北）。与秦国议和。当时，越国无法稳固对长江和淮河以北地区的控制。楚国趁机向东扩张，扩大疆域，一直延伸到泗水流域上游。
根据《墨子》记载，楚惠王曾计划攻打宋国，命鲁国工匠公输般设计云梯以作为攻城之用。然而，墨子闻讯后日夜兼程赶赴楚国，通过模拟战成功劝说楚王放弃了这一进攻计划。张荫麟在《中国史纲》中认为此事可能发生在前445年前后。

## 回到郢都
楚惠王五十六年（前433年），楚惠王从鄀城（今湖北省钟祥市西北）迁都回到郢都（今湖北省荆州市）。楚惠王五十七年（前432年），楚惠王去世，子简王中立继位。

## 楚惠王时期文物考证
1978年，湖北省随县曾侯乙墓中出土楚王酓章镈钟，其铭文清楚记载“隹王五十又六祀”，明确表明该器物的年代为楚惠王时期。